# Globus (música)
Globus es el nombre comercial de un conjunto de productores, músicos y vocalistas de la productora musical de tráileres Immediate Music.
Globus se inició en 2006 en respuesta a una afluencia de solicitudes a Immediate Music para hacer su distintivo, mediante un ejemplo orquestal a disposición del público en general por medio de un CD convencional.
El estreno mundial de Globus se realizó en The Grand Hall, Wembley en la ciudad de Londres, el 26 de julio de 2006.

## Discografía
Hasta el presente día la banda ha lanzado cuatro álbumes, dos de ellos tocados en vivo.

### Epicon
Es el álbum debut de Globus, lanzado al mercado en 2006. La versión lanzada en el Reino Unido consta de tres canciones exclusivas: Illumination, Crusaders of the Light y Porque te vas, siendo esta última un cover de la canción de José Luis Perales, y es la única canción del álbum que es cantada en español.

#### Lista de canciones
1. "Preliator"
2. "Mighty Rivers Run"
3. "Prelude (On Earth As In Heaven)"
4. "Spiritus Khayyam"
5. "La Coronación"
6. "Europa"
7. "Diem Ex Dei"
8. "Orchard Of Mines"
9. "Crusaders Of The Light"
10. "Madre Terra"
11. "Illumination"
12. "Take Me Away"
13. "Sarabande Suite (Aeternae)"
14. "Porque te vas (Globus Version)"

### EPIC LIVE!
EPIC LIVE! es un disco lanzado en 2010, grabado en un concierto en Wembley Grand Hall, en Londres. Consta de tres canciones exclusivas: Arcana, Wyatt Earth y A Thousand Deaths. Esta última fue presentada como una versión instrumental de una canción que aparecería en el próximo álbum, con el mismo nombre. Wyatt Earth también aparecería más tarde en el siguiente álbum.

#### Lista de canciones
1. "Take Me Away"
2. "Preliator"
3. "Arcana"
4. "Europa"
5. "Madre Terra"
6. "Prelude"
7. "Orchard of Mines"
8. "A Thousand Deaths (instrumental)"
9. "Illumination"
10. "La Coronación"
11. "Crusaders Of The Light"
12. "Wyatt Earth"
13. "Mighty Rivers Runs"
14. "Diem Ex Dei"
15. "Sarabande Suite"

### Break From This World
Es el último álbum que ha sido grabado por la banda, y fue lanzado el 26 de agosto de 2011. Meses antes de que saliera al mercado, fue anunciado un concurso en donde se podría enviar una letra, para que luego esta fuese convertida en una canción. Posteriormente fue anunciado que la letra ganadora se convirtió en Black Parade.

#### Lista de canciones
1. "The Promise"
2. "Wyatt Earth"
3. "Doomsday"
4. "A Thousand Deaths"
5. "Save Me"
6. "In Memoriam"
7. "Manuela"
8. "Amazing Grace"
9. "Black Parade"
10. "One Truth"
11. "Terminal"
12. "Elegy"

### Studio Live 2012
Como su nombre lo indica, este álbum fue grabado en un estudio. Puede ser adquirido únicamente vía descarga digital, y consta únicamente de dos canciones, ambas interpretadas por Ryan Hanifl.

#### Lista de canciones
1. "Wyatt Earth (Studio Version)"
2. "One Truth (Studio Version)"

## Vínculos
- Globus Music - Sitio Oficial
- Studio Version

- Datos: Q1575927